# گورسل
گورسل (به هلندی: Gorssel) یک منطقهٔ مسکونی در هلند است که در لوخم واقع شده‌است. گورسل ۴٬۰۴۳ نفر جمعیت دارد.